# Алсуфьев, Николай Васильевич
Николай Васильевич Алсуфьев (1864—?) — российский государственный деятель, лично-почётный гражданин Ставрополя (1880).

## Биография
Николай Васильевич Алсуфьев происходил из мелкопоместных дворян Саратовской губернии.
Его отец служил уездным почтмейстером и после выхода в отставку переехал в Ставрополь (ныне Тольятти), где у него было крошечное поместье. Старший сын Иосиф (род. 1855) — окончил Ставропольское уездное училище и служил письмоводителем в Ставропольской уездной почтово-телеграфной конторе. Другой сын — Арсений был начальником отделения почтово-телеграфной конторы в селе Иловатка Новоузенского уезда. Николай Васильевич Алсуфьев к 1880 году стал выпускником коммерческого отделения Симбирского реального училища. Ему был вручен соответствующий аттестат.
Свою государственную службу он начал в уездном Ставропольском казначействе в 1891 году в должности помощника бухгалтера в чине коллежского секретаря. Деятельность бухгалтеров раз в три месяца подвергалась плановым проверкам со стороны общего присутствия управы и исправника, и раз в год — внезапным проверкам, которые проводили чиновники губернской казенной палаты. Николая Васильевича Алсуфьева отличали усердие, добропорядочность и честность.
В 1880 году его брат Иосиф женился на дочери коллежского асессора Якова Петровича Княгининского — Екатерине. Женитьба брата сыграла большую роль в судьбе и карьере Николая Алсуфьева. Я. П. Княгининский был родным братом известного русского изобретателя печатной машины Петра Петровича Княгининского. По ходатайству Княгининского и с согласия управляющего казенной палатой в 1898 году Н. Алсуфьева назначили на должность бухгалтера. А в 1902 году в чине титулярного советника Николай Васильевич Алсуфьев подал рапорт о переводе его в Самарское губернское казначейство. Ему был присвоен следующий чин коллежского асессора и состоялось назначение на должность младшего бухгалтера 2 разряда губернского казначейства.
В Самаре Николай Васильевич поселился на ул. Предтеченской 17. Окончил службу в губернском казначействе в 1912 году в чине надворного советника и в должности старшего бухгалтера. В 1913—1917 годах Алсуфьев работал старшим бухгалтером в Самарской губернской казенной палате в чине коллежского советника.
Умер Николай Васильевич Алсуфьев после 1922 года.